# Авантюрите на Виктор
„Авантюрите на Виктор“ е български 5-сериен телевизионен игрален филм от 1975 година на режисьора Асен Траянов, по сценарий на Любен Попов. Оператор е Иван Далкалъчев. Музиката във филма е на композитора Борис Карадимчев.

## Серии
- 1. серия – „Парис забелязва Елена“ – 23 минути
- 2. серия – „Тайната на хладилника“ – 32 минути
- 3. серия – „Премеждие в Панчаревското езеро“ – 24 минути
- 4. серия – „Привидението в Панчаревската вила“ – 24 минути
- 5. серия – „След триумфа в Коста Рика“ – 32 минути [1].

## Актьорски състав
| Роля                                        | Изпълнител           |
| ------------------------------------------- | -------------------- |
| Виктор, радио-телевизионен техник           | Светослав Пеев       |
| Франтов, режисьорът на работническия театър | Константин Коцев     |
| Ани, колежка на Виктор                      | Гинка Станчева       |
| Стоян Хрусанов, шофьор                      | Климент Денчев       |
| Елена, съпругата на Пламен                  | Невена Коканова      |
| Пламен Каролеев, естраден певец             | Тодор Колев          |
| Ростислав                                   | Иван Кондов          |
|                                             | Радка Ялъмова        |
| Диана Хрусанова, приятелка на Елена         | Мая Владигерова      |
| Габриела Щилянова, флейтофилка              | Маргарита Дупаринова |